# 쑨허역
쑨허역(孙河站)은 중국 베이징시 차오양구 쑨허 지구 징미로와 징푸로 교차로 서남쪽에 위치한 베이징 지하철 15호선의 역이다.
쑨허역은 쑨허(孙河)의 집단 거주지 계획으로 설치된 역이다. 2010년 12월 30일 개업하였다.

## 위치
15호선 쑨허역은 징푸로와 징미로(G101, G111)의 교차로 서남쪽에 위치하며, 징미로 서쪽을 따라 대략 남북으로 뻗어 있다. 남쪽으로는 징미로와 징핑 고속공로가 만나는 횡장대교가 인접해 있다.

## 역 구조

### 층별 구조
쑨허역은 지상고가 도로변에 위치한 4층 규모의 섬식 역으로 총길이 137.75m, 총폭 41.52m이며 3층은 대합실층, 4층은 승강장이다. 승강장 높이는 지면에서 18m, 역 상단의 철골 처마 장식 높이는 22.71m이다. 고가 4층역으로 설계된 것은 역 남쪽에 인접한 징핑 고속공로의 횡장대교를 건너야 하기 때문이다.  역 장식의 주요 색상은 차이니즈 레드이다.  역 밖에 2개의 P+R 주차장이 있으며, 주차장은 선로의 고가교 아래에 있다.
| 4층 승강장 | ←                               | ■ 15호선 칭화둥루시커우 방면 (마취안잉) |
| 4층 승강장 | 섬식 승강장, 왼쪽 출입문이 열림 |                                         |
| 4층 승강장 | →                               | ■ 15호선 펑보 방면 (궈잔)               |
| 3층        | 대합실                          | 고객 센터, 자동매표기, 개집표기         |
| 2층        | 설비실                          | 설비실                                  |
| 지면       | 출구                            | A-D출구                                 |

- 15호선 쑨허역 역사 (2019년 10월)
- 3층의 쑨허역 대합실 (2018년 2월)

### 대합실
쑨허역의 대합실은 지상 3층에 있으며, 운임 구역은 대합실 동쪽에 배치되어 있고, 대합실 서쪽의 운임 구역은 A, D출구와 연결되어 있다. 대합실~승강장, 역~지상 사이에는 양방향 에스컬레이터가 설치되어 있으며, 대합실 중앙부에는 엘리베이터가 설치되어 각각 역외 A, D출구 중앙과, 승강장간을 연결한다.

### 승강장

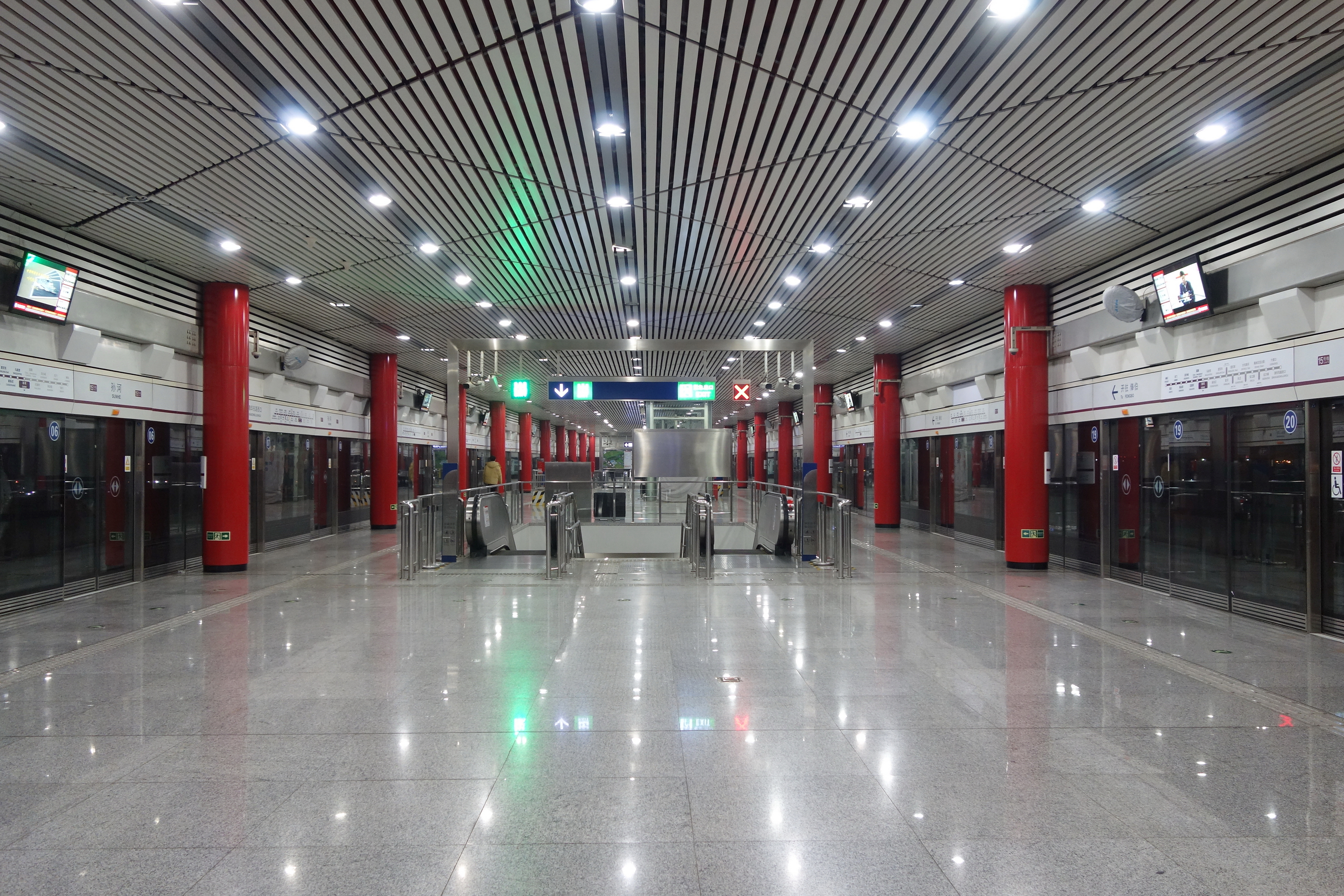
순허역 섬식 승강장(2018년 12월)

쑨허역은 지상 4층, 지상 18m 높이에 1개의 섬식 승강장을 갖추고 있다. 섬식 승강장 형태로 승강장이 밀폐된 공간으로 조성되어 있으며, 전 승강장에 밀폐형 스크린도어가 설치되어 있다.

## 출구
쑨허역에는 A(서북), D(서남) 등 2개의 출구가 있는데, 이 2개의 출구는 모두 징미로와 역사의 서쪽의 있다.
|                         |                                |      |             |
| 출구번호                | 지시                           | 사진 | 무장애 시설 |
| 出口 · A                | 징미로(京密路), 징푸로(景福路) |      |             |
| 出口 · D                | 징미로(京密路), 시뎬로(西甸路) |      |             |
| 아이콘 설명: 엘리베이터 |                                |      |             |

## 역사

### 건설
쑨허역은 베이징 지하철 15호선의 역으로서 2009년 2월 3일 베이징시 계획위원회의 승인을 받았다. 베이징 지하철 15호선 1단계 공사에 해당하는 04 입찰 섹션에 속하여 중국철도건설18국 그룹의 베이징 지하철 공사지휘부서 수행했다. 쑨허역은 2010년 12월 30일 15호선 1단계(왕징 서역~허우사위역) 개통과 함께 개장했다.

### 운영
15호선은 2020년 3월 31일부터 전염병 기간 동안 파격적인 열차 운행도를 도입하여 지하철의 혼잡율을 낮추려고 하고 있다. 혼잡 기간에는 “대중소(大中小)” 복수 노선 운행 방식을 채택하고, 이중 대교로(大交路) 열차는 비교적 이용객이 적은 쑨허역에서 무정차 통과한다.